# باب باندورانت
رابرت «باب» باندورانت (انگلیسی: Robert "Bob" Bondurant؛ ۲۷ آوریل ۱۹۳۳ – ۱۲ نوامبر ۲۰۲۱) رانندهٔ سابق مسابقات اتومبیل‌رانی اهل ایالات متحده آمریکا بود که از فصل ۱۹۶۵ تا ۱۹۶۶ در مجموع در ۹ گراند پری از مسابقات جهانی فرمول یک شرکت کرد.
باندورانت در طول دوران فعالیت خود در فرمول یک ۳ امتیاز را به نام خود به‌ثبت رساند.